# Silberfeld
Silberfeld è una frazione del comune tedesco di Zeulenroda-Triebes, in Turingia.

## Storia
Silberfeld costituì un comune autonomo fino al 1º dicembre 2011.